# Pisueña (Cantabria)
Pisueña es una localidad del municipio de Selaya (Cantabria, España). En el año 2024 contaba con una población de 99 habitantes (INE). La localidad se encuentra a 380 metros de altitud sobre el nivel del mar, y a 5 kilómetros de la capital municipal, Selaya, dentro del valle de Carriedo.

## Naturaleza
La localidad recibe el nombre del río Pisueña, que nace por las inmediaciones y que pasa por el pueblo. La localidad se encuentra enclavada en un pequeño valle.

## Arquitectura

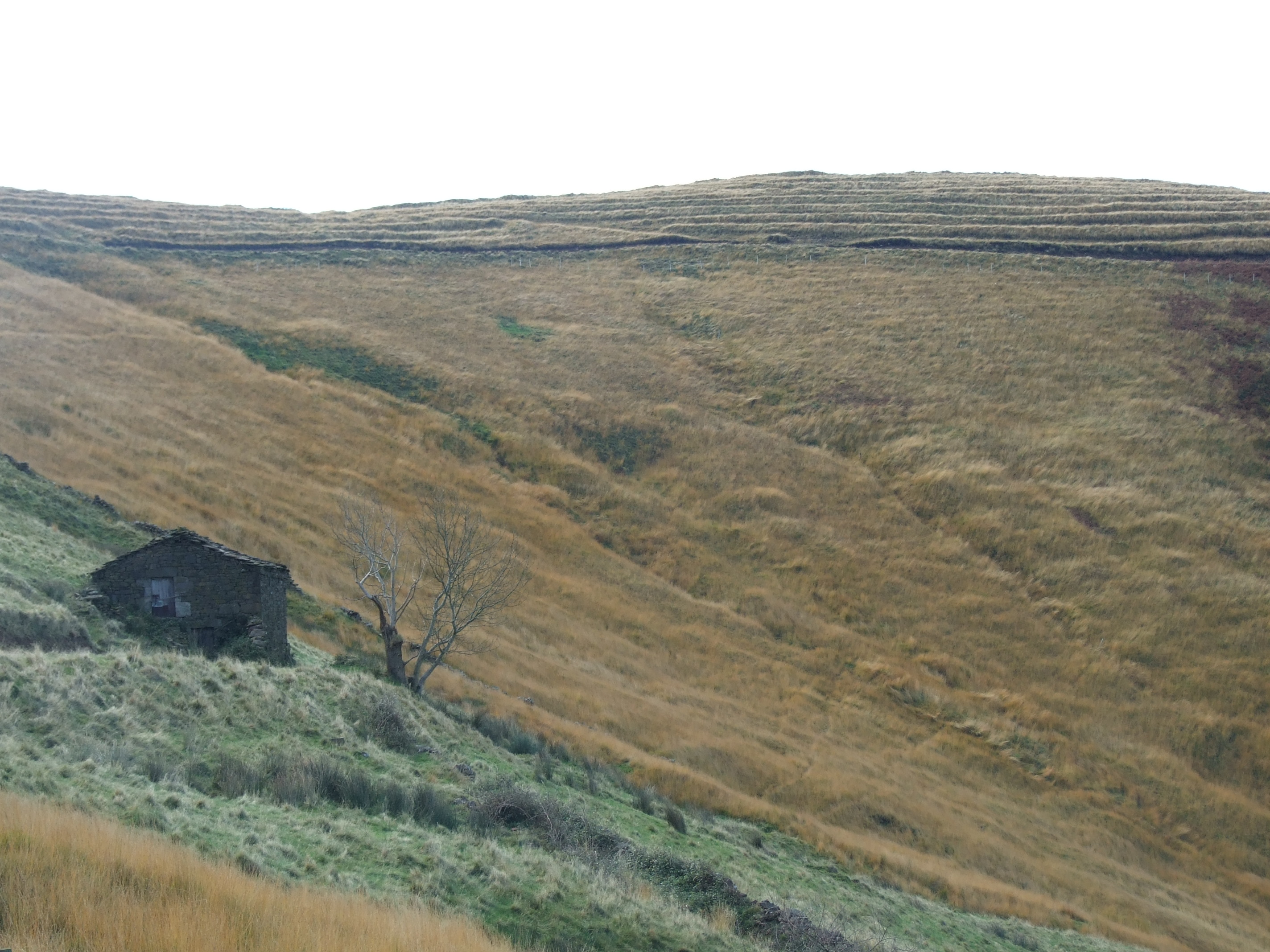
Cabaña cerca de Pisueña

En este lugar y en sus alrededores se pueden encontrar cabañas pasiegas. Destaca también la ermita de Nuestra Señora de las Nieves, construida en el año 1810.